# 勤務医
勤務医（きんむい）とは、病院や診療所などの医療施設における被雇用者として診療に従事している医師のこと。多くの場合には歯科医師も含まれる。開業医の対義語。

## 種類
雇用形態や勤務形態から、大きく以下の2種類に分類される。
常勤医師
正規の常勤職員として医療機関で診療している医師。一般的に過酷な勤務実態で問題定義される「勤務医」を指す。
非常勤医師
診療している医療機関の正規フルタイム職員ではない医師。多くの場合は派遣契約やアルバイト契約での診療で、限られた日時に限られた職務のみを行う。

## 勤務
一般的な常勤医の勤務形態の一例を以下に紹介する。
| 曜日 | 午前   | 午後   | 夜間   |
| ---- | ------ | ------ | ------ |
| 月曜 | 外来   | 検査   |        |
| 火曜 | 検査   | 病棟   | 当直   |
| 水曜 | 外来   | 病棟   |        |
| 木曜 | 研究日 | 研究日 | 研究日 |
| 金曜 | 検査   | 外来   |        |
| 土曜 | 病棟   | 病棟   |        |
| 日曜 | 休日   | 休日   | 休日   |

| 曜日 | 午前   | 午後   | 夜間   |
| ---- | ------ | ------ | ------ |
| 月曜 | 手術   | 手術   |        |
| 火曜 | 研究日 | 研究日 | 研究日 |
| 水曜 | 手術   | 手術   | 当直   |
| 木曜 | 外来   | 外来   |        |
| 金曜 | 手術   | 手術   |        |
| 土曜 | 病棟   | 病棟   |        |
| 日曜 | 休日   | 休日   | 休日   |

※外来：外来診療
※病棟・検査：入院患者の回診等に加え内視鏡や血管内治療等の検査、処置を含む
※研究日：元々一般病院に勤務しながら大学院等で研究する医師のために設置されたものが、現在では一般的に他院での診療すなわちアルバイトを行っている場合が多い。通常大学病院や大病院等では正規の給料はそんなに高いわけではなく、当直や外勤にて生活費を稼ぐのが通例である。

## 当直
入院病床を有する医療機関の常勤医は、通常の日常勤務に加え、当直と言う夜間勤務がある場合がほとんどであり、総合病院等では各診療科ごとに当直医が存在することもあるが、中規模・小規模の病院の勤務医の場合、一人の当直医が様々な診療科の夜間診療を行う場合も多い。更に入院患者が急変した場合はチーム性の診療科であっても、道義的に主治医が責任を持って対処する場合が殆どであり、いつ何時呼び出されるとも判らない24時間拘束状態があるといっても過言ではない。
また、特に産婦人科・小児科・脳神経外科等、常勤医が少ない診療科の場合、一人の医師に対する入院患者の割合が多く、月に何回も当直を行わなければならない等過酷な勤務実態となっている。

## 定年
国立病院機構は医師の定年を65歳と定めている。国公立系大学病院や公的総合病院は「65歳定年」ないしは「60歳定年＋5年継続雇用（再雇用制度）」が多い。民間病院は定年制を廃止しているところもあるが、「定年＋再雇用制度」となっているところもある。
一般に勤務医の多くは退職金が一般的水準よりも低めである。これは勤務医は退職金の分が給与に含まるという考えのもと報酬が支払われてきた歴史があるためである。医師資格に有効期限はないため、日野原重明のように105歳で亡くなる直前まで現役を貫き通す医師もいる。

## 問題
勤務時間は一定の時間が定められてはいるが、過酷な労働時間となっている場合も少なくなく、疲弊して退職するケースがよく見られる。またその状況に対し病院の設置者を不当労働行為で告発したケース（愛知県新城市民病院）や未払いの時間外労働の賃金を請求する訴訟（奈良県）が起こされることもある。
また、勤務医は給与所得者であるため、他職種と同じく定年が存在していることが多く、定年後も医業を継続したいと思う医師が、個人事業主たる開業医へと転向する傾向にあり、新卒医師も開業に向かない脳神経外科や、病理等を敬遠する傾向にある。
また、開業医は個人事業主であり、納税においても租税特別措置法26条の破格の経費優遇措置があるが、勤務医は給与所得者であり、他職種と同じく経費優遇がほとんど無いため、開業医へ転向する傾向への助長ともなっている。